# Thunder Bay
Thunder Bay (anglicky Hromový záliv) je město na severním břehu Hořejšího jezera na západě provincie Ontario v Kanadě. Vznik města se datuje k 1. lednu 1970, kdy se spojila města Fort William, Port Arthur, Neebing a McIntyre. Jméno města bylo výsledkem referenda z 23. června 1969. Výsledek byl vítězstvím pro "Thunder Bay" s počtem hlasu 15 870, dalšími v pořadí byli "Lakehead" s 15 302, a "The Lakehead" s 8 377 hlasy.

## Dějiny
Evropské osídlení regionu se začalo rozvíjet v 18. století. První osadníci byli lovci kožešinové zvěři. V roce 1803 byla založena první pevnost, Fort William.
Město postupně vyrostlo v důležitý dopravní uzel. Přístav má důležitou funkci v přepravě obilí a dalších výrobku ze západu Kanady přes Velké jezera a systém kanálů Saint Lawrence Seaway k východnímu pobřeží. Lesní hospodářství a výrobní odvětví hrála v ekonomice města významnou roli. V poslední době jejich význam poklesl a jsou postupně nahrazovány vědomostní ekonomikou, založenou na lékařském výzkumu a vzdělávání. Thunder Bay je sídlem výzkumného ústavu Thunder Bay Regional Research Institute.

## Ekonomika
Thunder Bay je druhým největším městem v severozápadním Ontariu. Město nabízí množství pracovních příležitostí ve veřejném sektoru, ze soukromých firem jsou největšími zaměstnavateli Bombardier a dřevařská firma Bowater.
Ve městě se nachází dvě vysoké školy, Lakehead University a Confederation College.

## Sport
Obyvatelé města se aktivně věnují množství sportovních zálib. Thunder Bay bylo hostitelem Summer Canada Games v roce 1981, Mistrovství světa v klasickém lyžování v roku 1995, the Continental Cup of Curling in 2003 a Mistrovství světa v juniorském baseballu v roce 2010.

## Osobnosti města
- Ve městě se narodili nebo vyrůstali hráči NHL: Patrick Sharp, Ryan Johnson, Alex Auld, Tom Pyatt, Taylor Pyatt, Jared Staal, Eric Staal, Marc Staal, Jordan Staal, Robert Bortuzzo, Alex Delvecchio, Greg Johnson, Trevor Letowski.